# ケリー空港
ケリー空港（ケリーくうこう、愛: Aerfort Chiarraí、英: Kerry Airport）は、アイルランドのケリー県ファランフォーにある国際空港。通称はファランフォー空港（ファランフォーくうこう、愛: Aerfort Fhearann Fuar、英: Farranfore Airport）。空港コードはKIR。

## 概要
ケリー空港は、ケリーの指輪の北7海里（13km）、県都トラリーの南東8海里（15km）に位置する。旅客路線は、ライアンエアーとストバートエアの運航によるエアリンガス・リージョナルが運航している。2017年の旅客数は335,480人で、2016年と比べ、3％増加した。

## 歴史
ケリー空港は1968年7月に公開有限会社として設立され、ファランフォーで空港を建設および管理することを主な目的としている。さまざまな株式資本調達が実施され、長年にわたるさまざまな法定機関からの多大な支援を受けた。これにより、1969年に完成した1,090m×23mの滑走路を1989年に1,239m×30mの滑走路に発展し、1994年5月には2,000m×45mまでに発展した。
1969年8月25日にケリー空港に着陸した最初の航空機は、運輸省のミロ・カーによって操縦された。長年の間、当飛行場を使用した唯一の航空機は、軽量の民間航空機と時折のチャーター便または貨物機だった。スカイダイビングも行われた。最初の定期便は1979年7月に、エアーアラン（現ストバートエア）が運航するブリテン・ノーマン アイランダーの航空機で就航した。
アイルランドの他の地方空港の明らかな成功に勇気づけられ、理事会は滑走路を1,200m×30mに延長と拡張、ターミナルビルの拡張と改修、計器着陸装置と適切な照明の設置をする開発計画を作成した。
滑走路は予定通りに完成し、最初の予定された飛行は1989年5月22日にダブリンからのエアリンガスであり、翌日にはロンドン・ルートンからライアンエアーが就航した。2,000m×45mの滑走路と新しいターミナルビルの契約は1993年5月に調印され、鍬入れ式は副首相のディック・スプリング国会議員によって行われた。
滑走路08/26は1994年5月20日にアイルランド航空局から認可を受け、最初の飛行はマンチェスターからのパイパー PA-28の航空機（G-BLSD登録）で、C. ガーリーによって、5月20日の現地時間13時23分に着陸した。この後、ピーター・ハインツの操縦によるサーブ 340（EI-CFD登録）のエアリンガスが就航した。
ケリー空港は公開有限会社だが、証券取引所に上場されていない。2009年の営業利益は179,329ユーロであり、6,252,221ユーロの売上高だった。これは、前会計年度から32％減少したことになる。2015年の営業利益は30,980ユーロだった。
2011年1月、ライアンエアーの公共サービス義務（PSO）契約からの撤退に伴う乗客数の減少により、空港の65名のスタッフのうち20名が解雇されることが発表された。
2012年2月、エアリンガスとのコードシェア契約により、ダブリン線を運航していたエアーアランは、同年10月30日からエアリンガス・リージョナルのもとで運航されることが発表された。エアーアランは2014年3月19日にストバートエアに会社名が変更された。エア李ンガス・リージョナルが運航するダブリン線の乗客数は、2014年に13.5％増加した。
2017年2月、ライアンエアーは、2017年11月2日から週2便でベルリン（シェーネフェルト）への運航を開始すると発表した。
2020年1月、ライアンエアーは、2020年3月29日から週2便でマンチェスターへの運航を開始すると発表した。

## 政府の支援
アイルランド政府は、公共サービス義務（PSO）の下で地域路線に介入している。航空会社は、補助金と路線の独占と引き換えに、最低限のサービスを提供するために入札が提供される。入札は、欧州連合官報にて掲載されている。エアーアラン（現ストバートエア）は2005年にPSOを再授与されたが、2008年にはライアンエアーに授与された。
2018年1月、ストバートエアが運航するエアリンガス・リージョナルは、公開買い付けを経て、今後4年間ケリー空港とダブリン空港を結ぶPSO契約を締結した。

## 就航航空会社と就航都市
2020年6月現在の就航都市は以下の通り。

### 旅客便
※ 語末の★は、格安航空会社 (LCC)
| 航空会社                   | 就航地 |
| -------------------------- | --- |
| エアリンガス・リージョナル | ダブリン |
| ライアンエアー★            | ロンドン/スタンステッド、ロンドン/ルートン、ブリストル、フランクフルト、ベルリン、マンチェスター 季節運航:アリカンテ、ファロ |

### 貨物便
| 航空会社       | 就航地       |
| -------------- | ------------ |
| ローガンエアー | アバディーン |

## 統計
| 順位             | 空港                       | 旅客数  | 前年比 |
| ---------------- | -------------------------- | ------- | ------ |
| 1                | ロンドン・ルートン         | 110,428 | 00.3   |
| 2                | ロンドン・スタンステッド   | 82,284  | 02.7   |
| 3                | フランクフルト・ハーン     | 50,798  | 02.0   |
| 4                | ベルリン・シェーネフェルト | 33,577  | 03.3   |
| 5                | アリカンテ                 | 21,236  | 02.9   |
| 出典：中央統計局 |                            |         |        |

## 空港へのアクセス

### 道路
ケリー空港は、リムリックから約94km、コークから約106kmの国道N23号にある。首都ダブリンは空港から約286km離れている。国道N22号は、国道N23号が加わるトラリーとキラーニーを接続している。

### バス
2006年1月に空港バスターミナルが開業した。
空港へは、以下のバス・エールンの路線が運行されている。
- 40番線：ロスレア・ユーロ港 - トラリー[18]
- 271番線：トラリー - キャッスルアイランド - ケリー空港 - キラーニー[19]

### 鉄道
アイルランド国鉄のファランフォー駅は空港から南に1.6kmの場所にあり、トラリー駅、マロー駅、コーク・ケント駅、リムリック・ジャンクション駅、ダブリン・ヒューストン駅へ運行している。

### タクシー
タクシーは、到着口の外にあるタクシー乗り場から利用できる。

### レンタカー
ケリー空港のレンタカーサービスは、長期駐車場にあり、バジェット、エイビス、ヨーロッパカー、ハーツ、CARHIRE.ieなど、国際的なレンタカー会社がある。

## 事故・事件関連
2010年12月21日、ライアンエアー701便がケリー空港で着陸中にコックピットや客室内に煙が検出されたため、緊急脱出スライドを使用して避難した。調査員が機体を検査したが、大きな問題は発見されず、事故後数日で運航を再開した。

### SNS
- ケリー空港 (@KerryAirport) - X（旧Twitter）（英語）
- ケリー空港 (KerryAirport) - Facebook（英語）
- ケリー空港 (@kerryairport_kir) - Instagram（英語）

### 空中写真
- ウィキペディア Map Sources
  - 北緯52度10分51秒西経9度31分26秒
- 地図 - オープンストリートマップ